# استیو گوردات
استیو گوردات (انگلیسی: Steve Guerdat؛ زادهٔ ۱۰ ژوئن ۱۹۸۲) سوارکار پرش اهل سوئیس است.